# Trent Harmon
Trenton William Harmon (Amory, 8 de octubre de 1990) apodado "Trent", es un cantante estadounidense quien ganó atención nacional y posteriormente mundial, por haber ganado decimoquinta (y última) temporada del famoso y exitoso reality show American Idol, el 7 de abril de 2016.

## Primeros años y educación
"Trent" Harmon nació en Amory, Misisipi. Es hijo de Cindy and Randy Harmon. Empezó música cuando su madre le enseñó a cantar "Amazing Grace" cuando él tenía 5 años y creció cantando en la iglesia. El era mesero en el restaurante “Longhorn” de su familia, que además, era dueña de una granja. Él acredita su crianza en la granja y en el restaurante por su ética de trabajo fuerte.
Cantó y actuó a través de muchos musicales en el Colegio Secundario de Amory y en la Universidad de Arkansas-Monticello. Antes de su graduación de la Universidad de Arkansas, dirigió servicios de adoración en el campus. Primero aprendió a tocar el piano, pero luego también aprendió batería y guitarra.

## Carrera musical
Primeramente, Harmon intentó el reconocimiento nacional, en mayo de 2014, cuando un amigo cercano lo convenció de intentar en el concurso de talentos La Voz, en Nueva Orleans. Después de cantar "Stay With Me" de Sam Smith para el director de casting, fue uno de los 300 concursantes de audición abierta elegidos para competir entre más de 32.000. Para competir tuvo que volar a Los Ángeles, donde cantó "Jealous" por Nick Jonas. Meses después, en octubre de 2014, volvió a volar a Los Ángeles junto a su familia, durante varias semanas para ser filmado para el programa, aunque en última instancia nadie del jurado lo eligió y su audición no salió al aire. Harmon más adelante declaró que el rechazo lo preparó para su fase del "ídolo" de su carrera.

### American Idol
Harmon audicionó para American Idol en Little Rock, Arkansas en agosto de 2015, sorprendiendo al jurado, después de escuchar de su educación en la granja, cantando la canción de ritmo y blues "Unknown" de Allen Stone, Fue el primer cantante de RnB aceptado de la temporada. Más adelante, se reveló que Harmon tenía un diario encuadernado en cuero donde anotaba todos los comentarios y críticas que los jueces les daban.
Durante la semana que estuvo en Hollywood, se le alentó a dejar de fumar cuando se le diagnosticó Mononucleosis infecciosa, y estuvo secuestrado en un baño durante la mayor parte de la semana para evitar la propagación de la enfermedad contagiosa. Harmon impresionó a los jueces cuando, realizó la ronda de grupos como un solo.
Durante la semana "Idol Grammy Hits", Harmon fue entrenado para tener sus "caras extrañas que hace cuando canta" bajo control. El juez Harry Connick Jr. notó que Harmon también tenía un "vibrato de mandíbula exagerado" que le haría perder su voz de cantante.
Harmon ganó la decimoquinta temporada de American Idol el 7 de abril de 2016. Su canción de coronación ganadora "Falling", fue escrita por el cantautor y juez de American Idol Keith Urban, junto a Dallas Davidson y Brett James. Por ganar el título, Harmon recibió un auto Ford y un contrato de grabación con Big Machine Records. La'Porsha Renae fue nombrada subcampeona ese año.
Interpretaciones y resultados
| Semana              | Tema                             | Canción                                     | Artista(s) original(es)        | Resultado |
| ------------------- | -------------------------------- | ------------------------------------------- | ------------------------------ | --------- |
| Top 8               | Idol Grammy Hits                 | "When a Man Loves a Woman"                  | Percy Sledge                   | Salvado   |
| Top 6               | American Idol All Time Song Book | "See You Again" (duet with La'Porsha Renae) | Wiz Khalifa and Charlie Puth   | Salvado   |
| Top 6               | American Idol All Time Song Book | "Stand by Me"                               | Ben E. King                    | Salvado   |
| Top 5               | America's Twitter Song Choice    | "Counting Stars"                            | OneRepublic                    | Salvado   |
| Top 5               | America's Twitter Song Choice    | "Simple Man"                                | Lynyrd Skynyrd                 | Salvado   |
| Top 4               | Classic Rock / Sia               | "Sharp Dressed Man"                         | ZZ Top                         | Salvado   |
| Top 4               | Classic Rock / Sia               | "Chandelier"                                | Sia                            | Salvado   |
| Top 3               | Hometown Dedication              | "Tennessee Whiskey"                         | Chris Stapleton                | Salvado   |
| Top 3               | Scott Borchetta's Choice         | "Drink You Away"                            | Justin Timberlake              | Salvado   |
| Top 3               | Judges' Choice                   | "Waiting Game"                              | Parson James                   | Salvado   |
| Top 24              | Contestant's choice              | "What Are You Listening To"                 | Chris Stapleton                | Avanza    |
| Top 2               | Winner's Single                  | "Falling                                    | Trent Harmon                   | Ganador   |
| Top 2               | Simon Fuller's Choice            | "If You Don't Know Me by Now"               | Harold Melvin & the Blue Notes | Ganador   |
| Top 2               | Favorite Performance             | "Chandelier"                                | Sia                            | Ganador   |
| Top 10              | Contestant's choice              | "Like I Can"                                | Sam Smith                      | Salvado   |
| Semana de Hollywood | Lines of 10                      | "Lay Me Down"                               | Sam Smith                      | Avanza    |
| Semana de Hollywood | Group Rounds*                    | "Rather Be"                                 | Clean Bandit ft. Jess Glynne   | Avanza    |
| Semana de Hollywood | Final Judgment                   | "Tiny Dancer"                               | Elton John                     | Avanza    |
| Final               | Finale show                      | "It Takes Two" (duet with La'Porsha Renae)  | Marvin Gaye and Kim Weston     | Ganador   |
| Final               | Winner's song                    | "Falling"                                   | Trent Harmon                   | Ganador   |
| Audiciones          | Contestant's choice              | "Unaware"                                   | Allen Stone                    | Avanza    |

### Post «Idol»
Después de su victoria en American Idol, Harmon firmó un contrato con la productora Big Machine Records. Su próximo álbum tendrá influencia del país y del soul indie. Scott Borcheta, de Big Machine, dijo que sería como el álbum country que Justin Timberlake haría.
En una entrevista post-show, le pidieron a Harmon su pensamiento sobre la legislación anti-LGBT "Libertad Religiosa" del estado de origen (HB1523), que permite a las personas y empresas negar el servicio a las personas LGBT. Harmon contó que en el negocio de los restaurantes, servía a quien entraba en la puerta y los trataba con respeto, y «creo que debes tratar a todas las personas con igualdad y respeto, y eso es lo que hago, y eso es lo que voy a seguir haciendo, no importa qué ley salga».

## Discografía
Sencillos
| Año  | Canción         | Ventas      | Álbum        |
| ---- | --------------- | ----------- | ------------ |
| 2016 | "Falling"       | $52,000 USD | Trent Harmon |
| 2016 | "There's a Girl | $33,000 USD | Trent Harmon |